# Mühlhauser Halde
Das Naturschutzgebiet Mühlhauser Halde liegt auf dem Gebiet der Stadt Villingen-Schwenningen im Schwarzwald-Baar-Kreis in Baden-Württemberg.
Das Gebiet erstreckt sich östlich und südöstlich von Mühlhausen, einem Stadtteil von Villingen-Schwenningen. Nordwestlich des Gebietes und hindurch verläuft die Landesstraße L 173, südlich verläuft die B 523.

## Bedeutung
Das 51,8 ha große Gebiet steht seit dem 7. März 1995 unter der Kenn-Nummer 3.204 unter Naturschutz. Es handelt sich um ein „vom Menschen geprägtes, reich strukturiertes Gebiet mit Wacholderheiden, Magerrasen, Feldgehölzen, Baumgruppen, Quellaustritten mit kleinen Kalkflachmooren, Fettwiesen, bachbegleitenden Hochstaudenfluren und Gehölzen sowie Flachwasserteichen – ein Lebensraum für eine Vielzahl seltener und geschützter Tier- und Pflanzenarten.“

## Projekt DINA
Als eines von 21 Naturschutzgebieten in Deutschland wurde die Mühlhauser Halde für das Projekt Diversität von Insekten in Naturschutz-Arealen (DINA) ausgewählt. Im Rahme von DINA soll die Insektenvielfalt in Naturschutzgebieten erfasst und dokumentiert werden. Dazu wurden Malaise-Fallen errichtet.

## Bilder

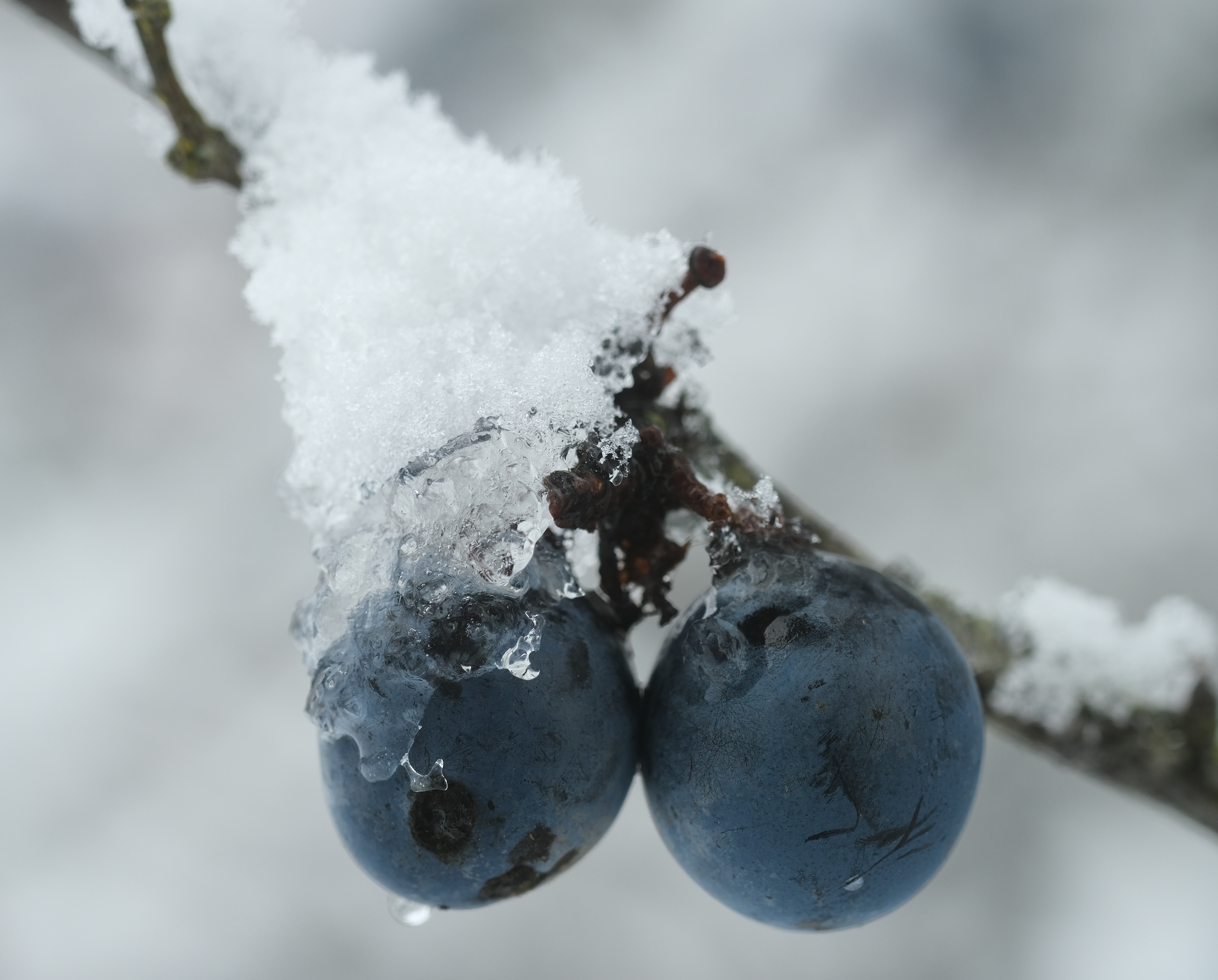
Schlehen (Prunus spinosa)
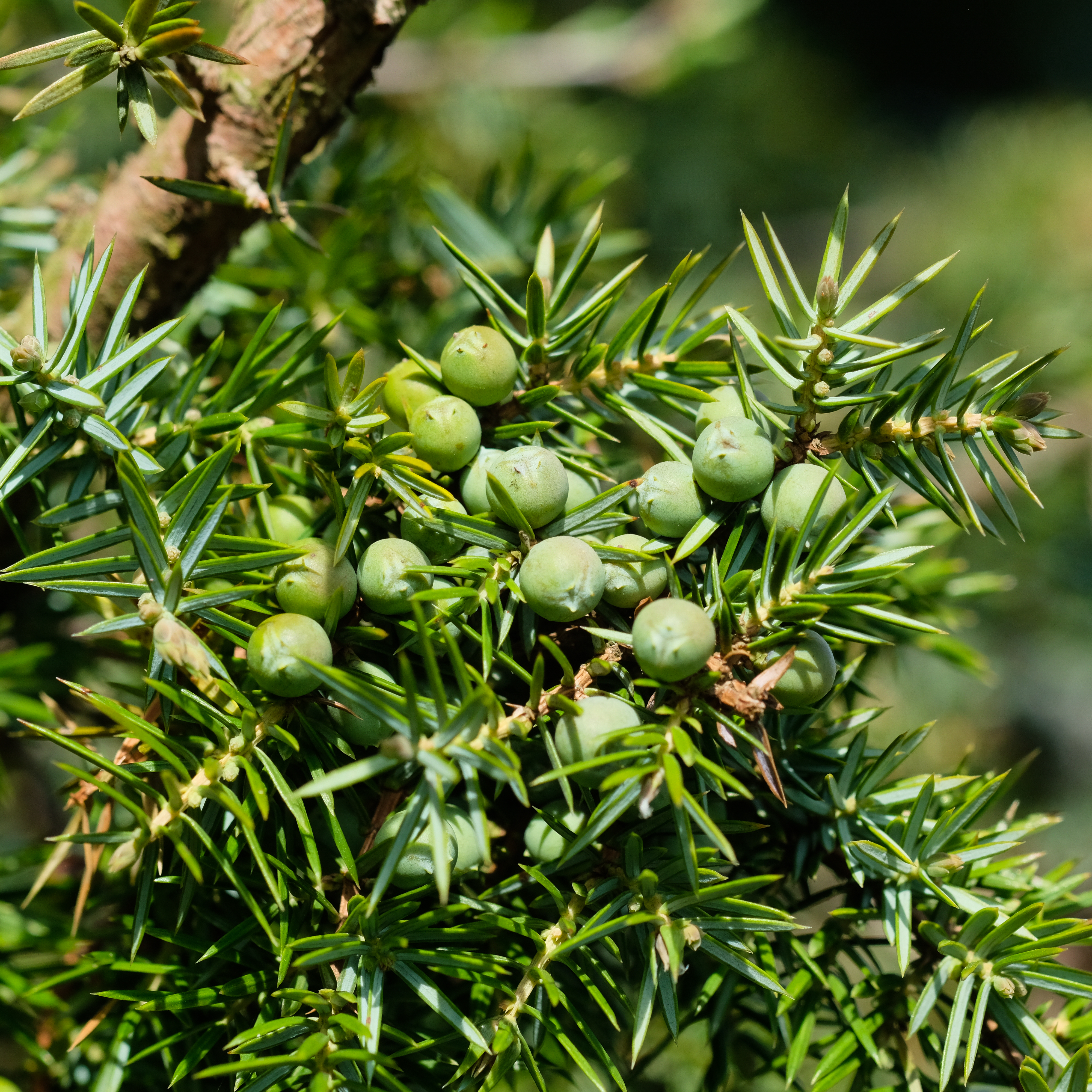
Wacholder (Juniperus)
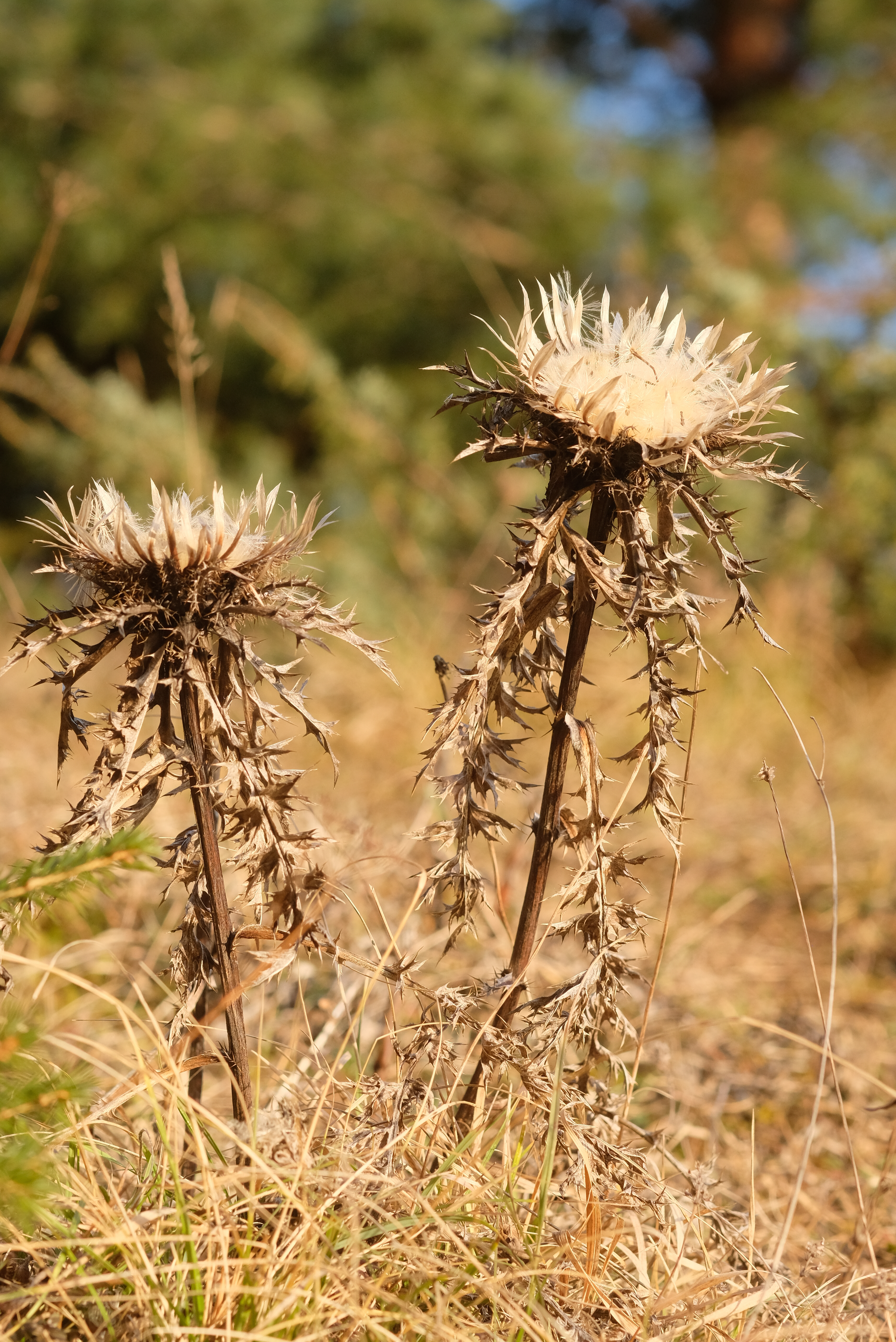
Silberdistel (Carlina acaulis)
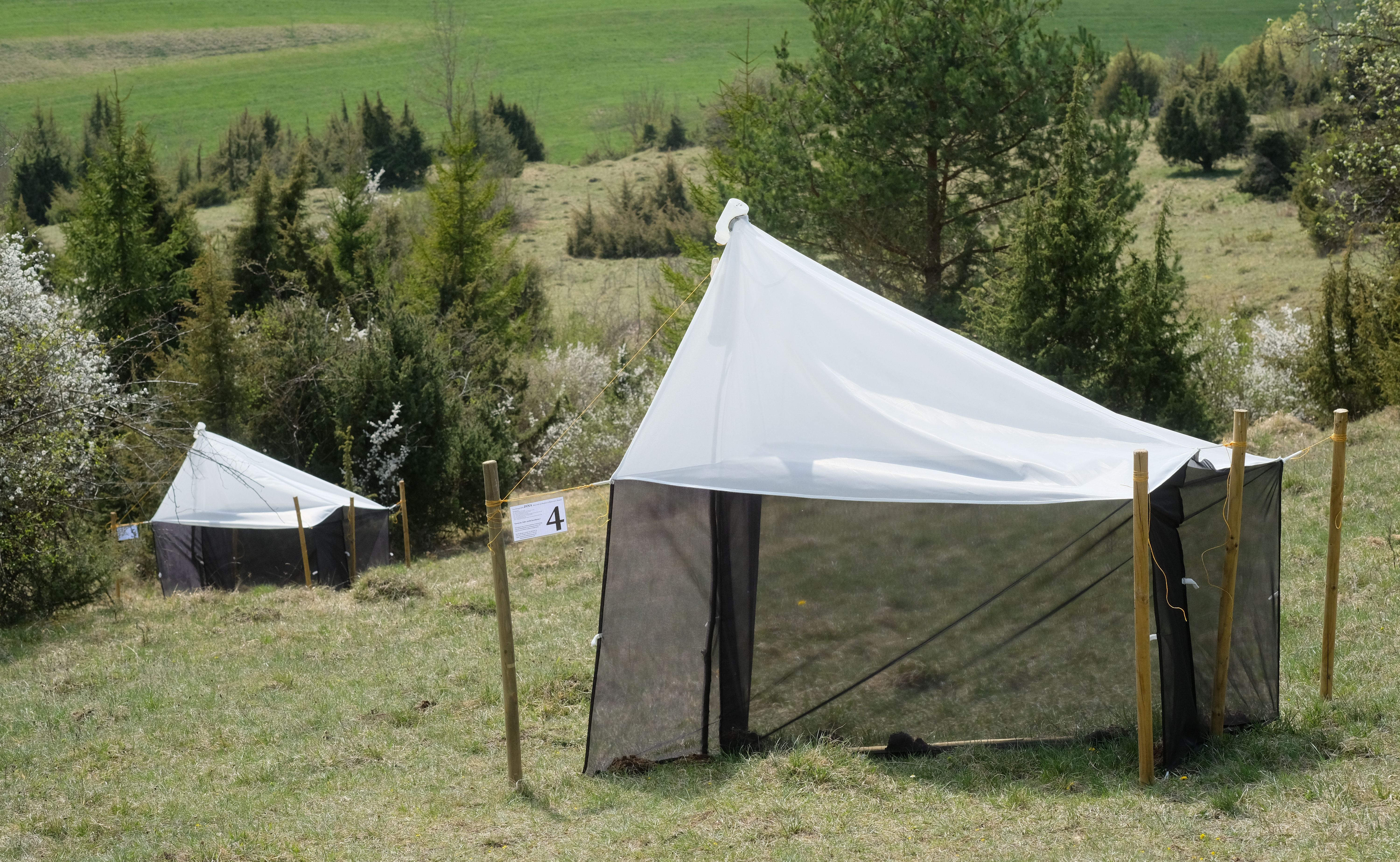
Malaise–Fallen Projekt DINA
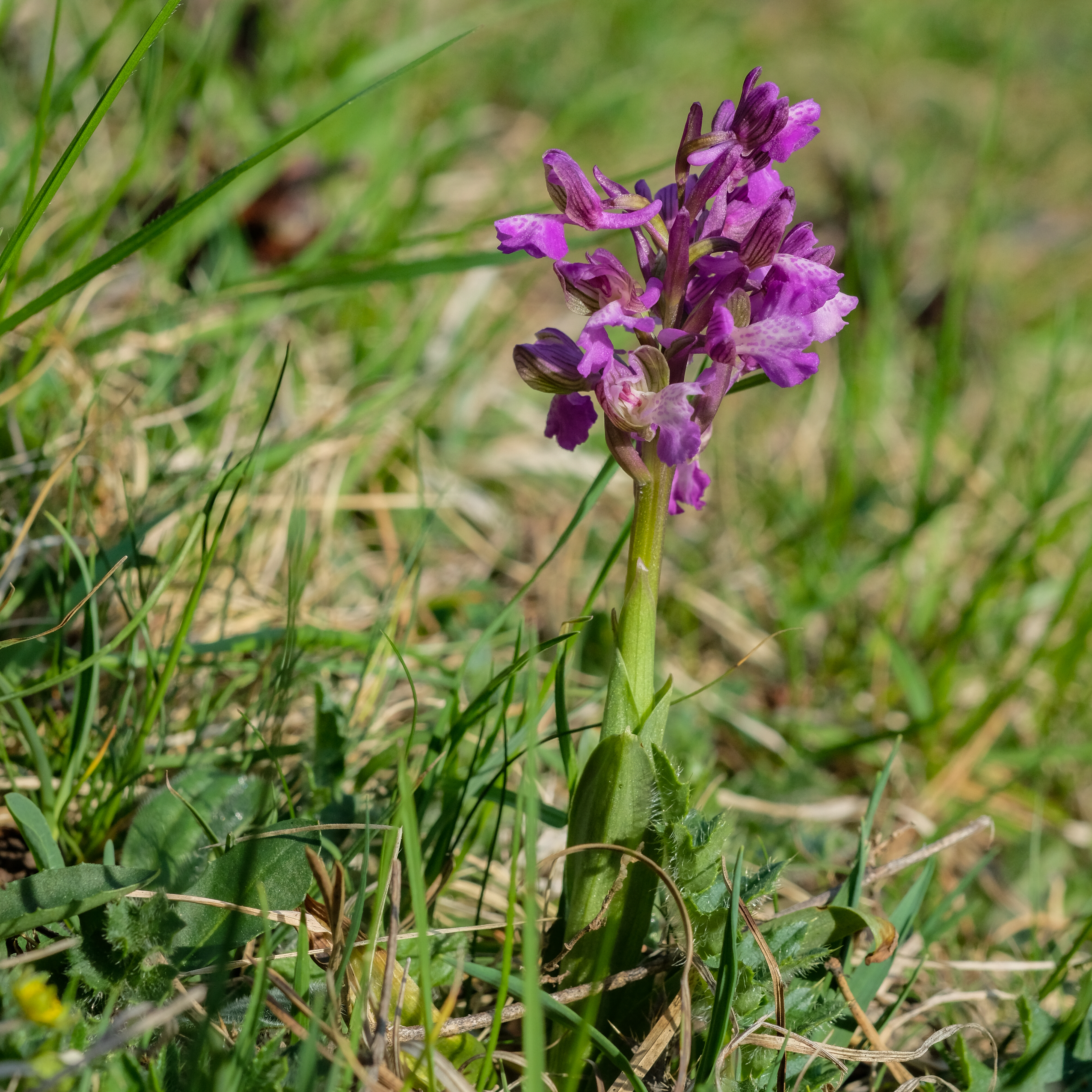
Kleines Knabenkraut (Anacamptis morio)
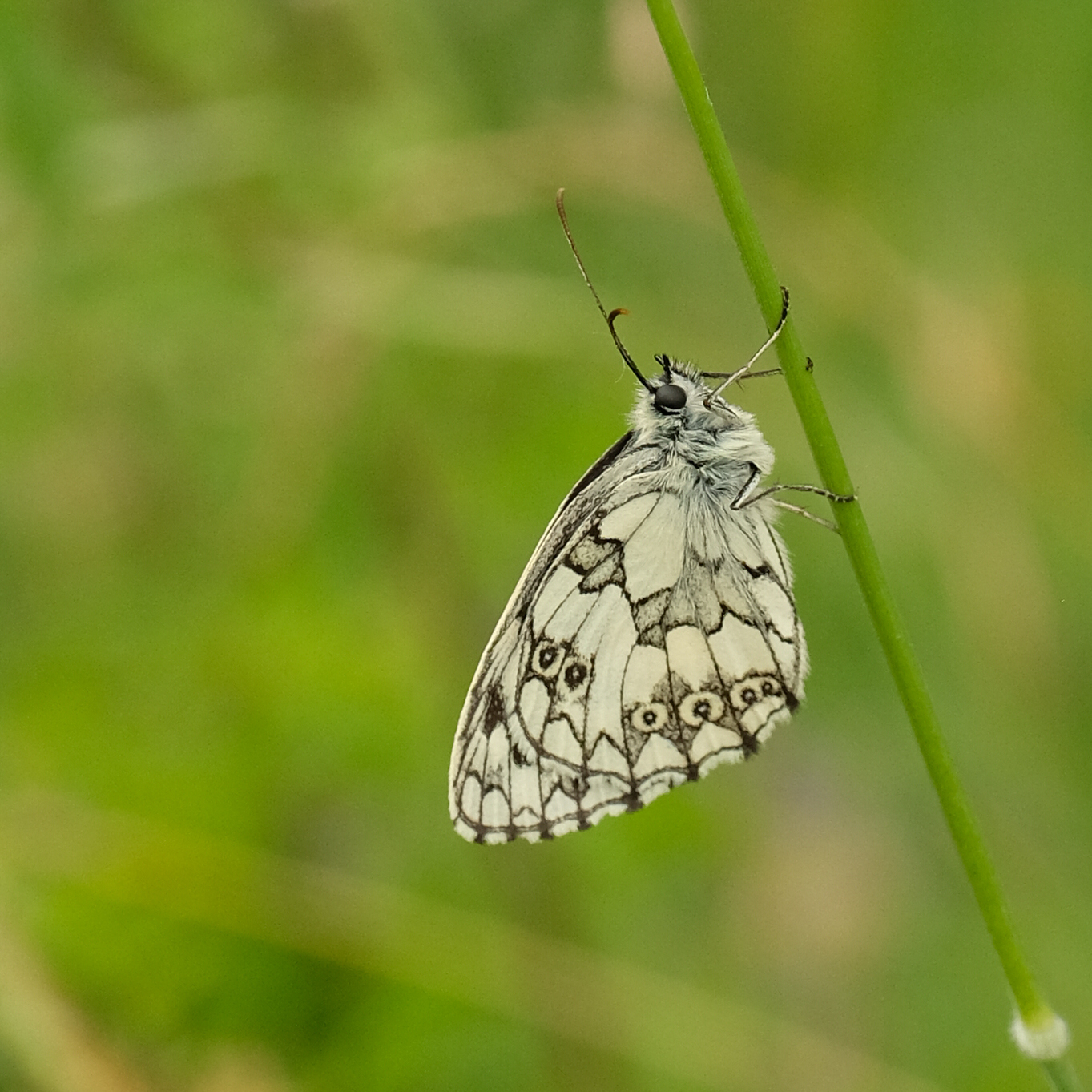
Schachbrett (Melanargia galathea)
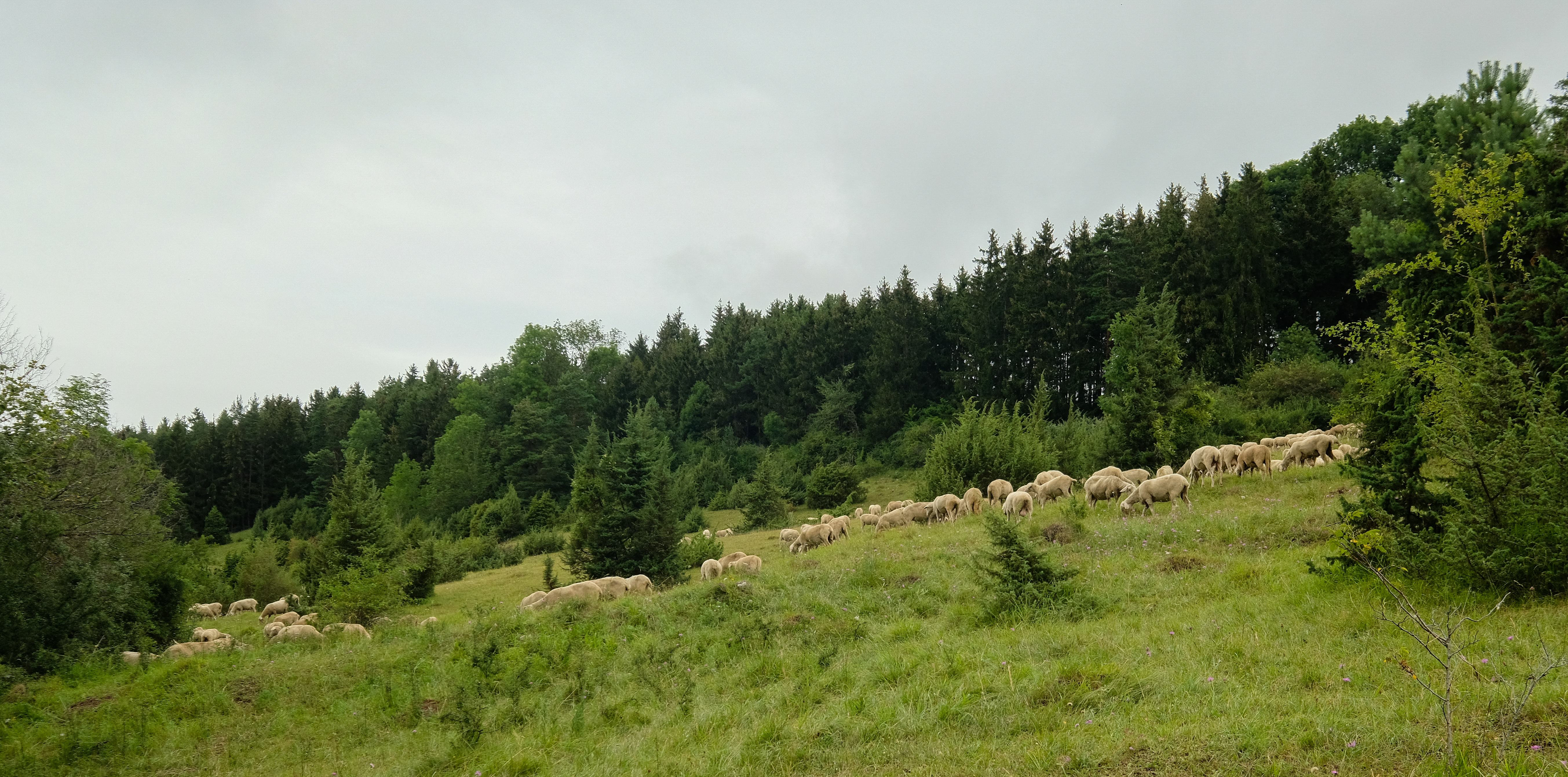
Beweidung der Wacholderheide
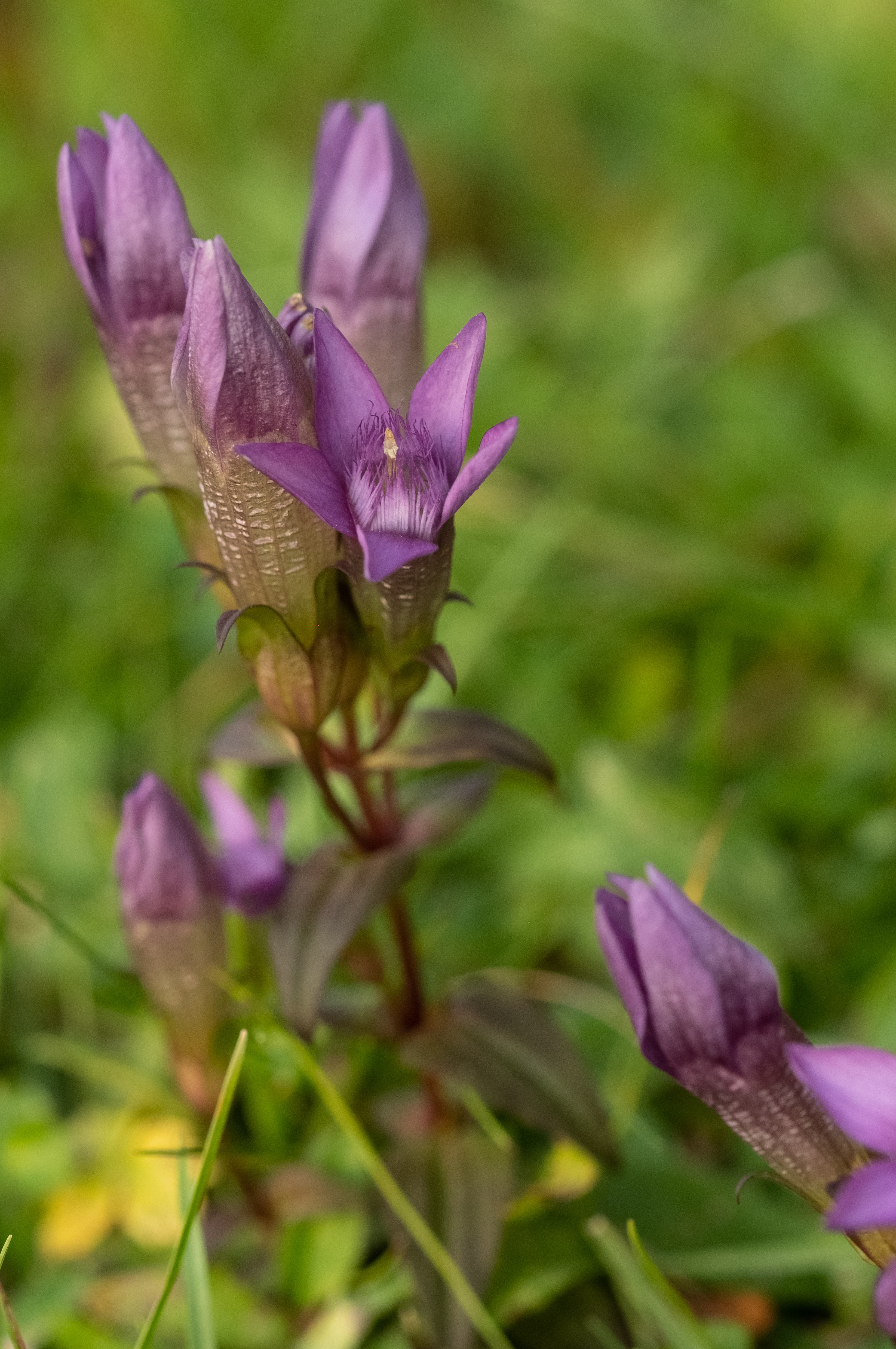
Deutscher Fransenenzian (Gentianella germanica)
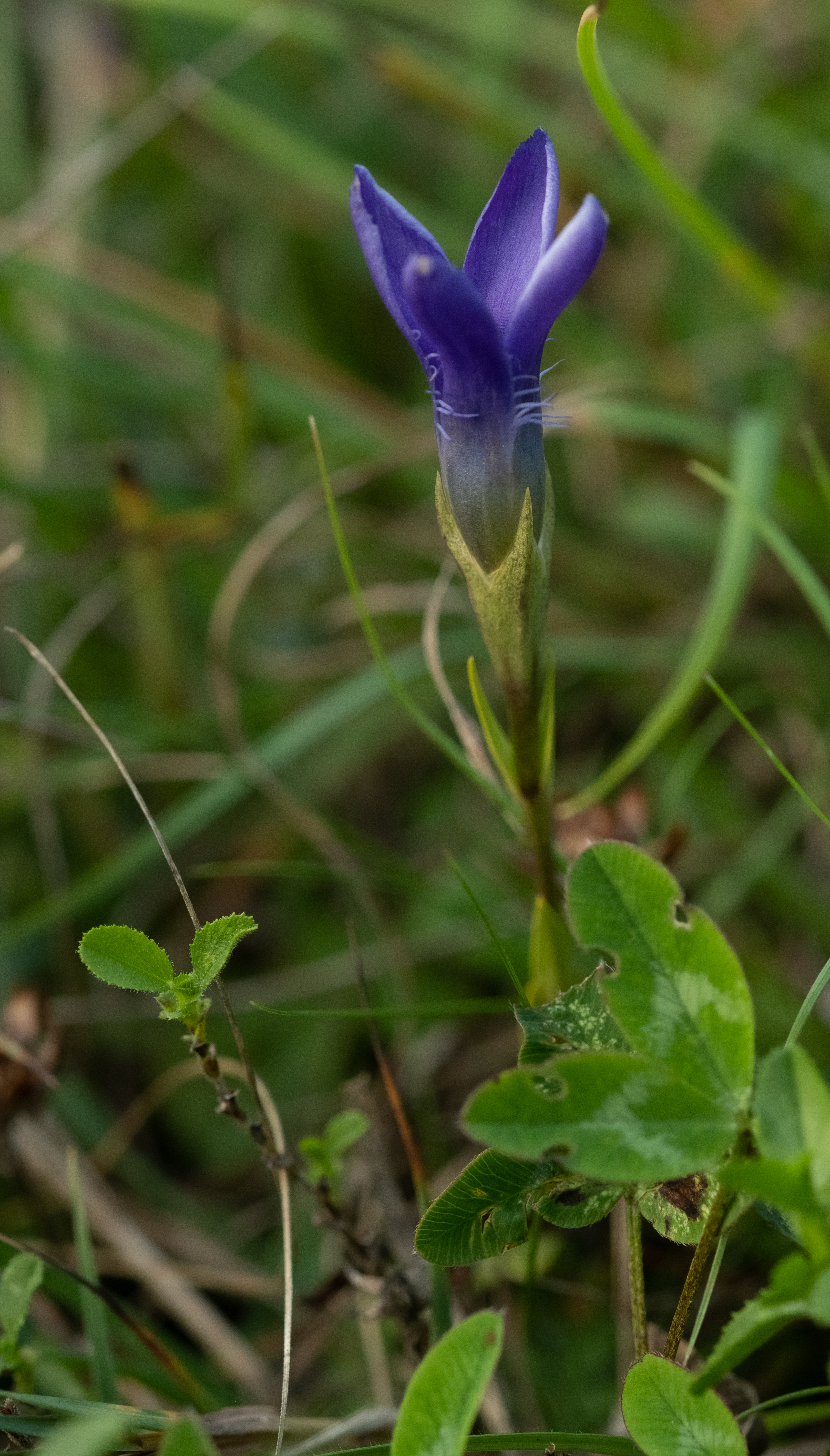
Gewöhnlicher Fransenenzian (Gentianopsis ciliata)